# Cyrtodactylus triedrus
Espèce
Synonymes
- Gymnodactylus triedrus Günther, 1864
- Geckoella triedrus (Günther, 1864)
- Geckoella punctata Gray, 1867

Statut de conservation UICN

 NT  : Quasi menacé
Cyrtodactylus triedrus est une espèce de geckos de la famille des Gekkonidae.

## Répartition
Cette espèce est endémique du Sri Lanka.

## Description
C'est un gecko insectivore, nocturne et terrestre.

## Publication originale
- Günther, 1864 : The reptiles of British India. London, Taylor & Francis, p. 1-452 (texte intégral).